# Jonathan Daviss

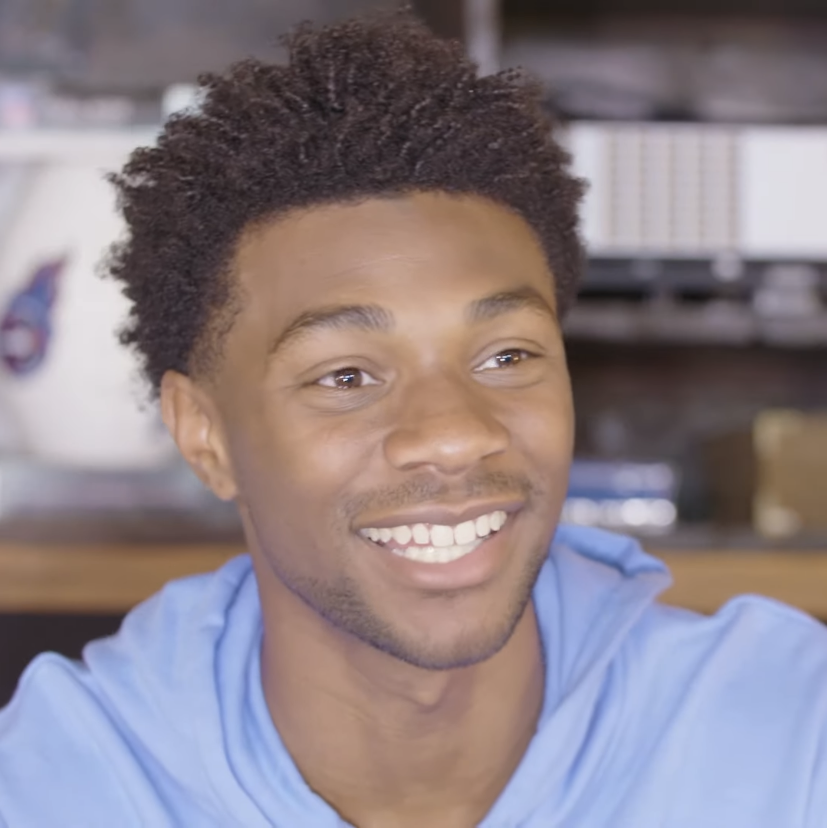
Jonathan Daviss, 2021

Jonathan Daviss (Conroe, 28 febbraio 2000) è un attore statunitense. Noto principalmente per il ruolo di Pope Heyward nella serie TV Outer Banks

## Biografia
Jonathan Daviss è nato a Conroe, Texas il 28 febbraio 2000 da Jonathan Daviss e Yulanda Creamer. Ha studiato alla Conroe High School e si è laureato al Santa Monica College.
Ha iniziato la sua carriera come attore recitando in diverse serie TV come Revolution, Age of Summer, Outer Banks.

## Filmografia

### Cinema
- All the Marbles, regia di Michael Swingler - cortometraggio (2017)
- Edge of the World, regia di Randy Redroad (2018)
- Age of Summer, regia di Bill Kiely (2018)
- Do Revenge, regia di Jennifer Kaytin Robinson (2022)

### Televisione
- Revolution – serie TV, episodi 2x5 (2013)
- Deliverance Creek - Solo per vendetta (Deliverance Creek), regia di Jon Amiel - film TV (2014)
- Memorie infrante (Last Night), regia di Chris Sivertson - film TV (2018)
- Outer Banks – serie TV, 30 episodi (2020-in corso)[3]

## Doppiatori italiani
Nelle versioni in italiano delle opere in cui ha recitato, Jonathan Daviss è stato doppiato da:
- Tommaso Di Giacomo in Outer Banks
- Alberto Franco in Do Revenge